# Tin Jedvaj
Tin Jedvaj (født 28. november 1995 i Zagreb, Kroatien) er en kroatisk fodboldspiller, der spiller som central forsvarsspiller for Bayer Leverkusen. 

## Klubkarriere

### Dinamo Zagreb
Jedvaj startede sin professionelle karriere i Dinamo Zagreb, hvor han kom til fra klubbens akademi. Han fik sin debut i en kamp imod NK Osijek. Han første mål faldt imod Cibalia, hvor han også blev matchvinder. 
I alt vandt Jedvaj 2 trofæer med klubben i hans første sæson som professionel 2 trofæer med klubben, og spillede desuden 13 ligakampe og scorede et enkelt mål.

### AS Roma
Den 10. juli 2013 blev det bekræftet, at Jedvaj skiftede til AS Roma for 5.000.000 €. Klubber som Tottenham Hotspur og Arsenal var på dette tidspunkt også interesseret i den unge forsvarsspiller.
Jedvaj fik sin debut den 21. juli 2013 i en venskabskamp imod Bursaspor, hvor han blev brugt som midtbanespiller.
Den 12. januar 2014 fik Jedvaj sin Serie A-debut i 4-0 sejren over Genoa, hvor han i 83' minut erstattede Maicon.

## Landshold
Jedvaj har siden 2013 spiller på både Kroatiens U19 og U21 landshold.
I 2011 spillede Jedvaj også otte U17 landsholds kampe.